# العذرية (اللاذقية)
العذرية قرية في ناحية قرى مركز الحفة التابعة لمنطقة الحفّة في محافظة اللاذقية. بلغ عدد سكانها 726 نسمة عام 2004.